# Alaotralemur
Alaotralemur (Hapalemur alaotrensis) är en primat i familjen lemurer som förekommer på Madagaskar.

## Utseende
Individerna når en kroppslängd (huvud och bål) mellan 38 och 40 cm, en svanslängd av 39 till 41 cm och en vikt omkring 1,6 kg (honor) respektive 1,4 kg (hannar). Pälsen påminner om ull och har främst en grå färg. På pannan och ibland även vid skuldran är den mera kastanjebrun. Liksom andra arter i släktet halvmakier har den små öron och en kort nos.

## Utbredning och habitat
Arten är endemisk för ett mindre område på östra Madagaskar. Den vistas i marskland kring sjön Alaotra. Området är bara 200 km² stort och rik på papyrus (Cyperus madagascariensis) och bladvass.

## Ekologi
Individerna bildar flockar med två till nio medlemmar (vanligen 3 till 5) och försvarar ett revir. I gruppen finns en vuxen hanne och en eller två könsmogna honor. Territoriets gränser markeras med körtelvätska och uppmärksammas med höga skrik. Reviret är en till åtta hektar stort. Dessa lemurer kan vara aktiva på dagen och på natten. De rör sig oftare än andra halvmakier på fyra fötter och använder svansen för att hålla balansen. Alaotralemuren vistas främst i växtligheten men går ibland ner till marken.
Födan utgörs främst av papyrus och bladvass. Lemuren måste äta stora mängder då födan är näringsfattig.
Honor kan para sig en gång per år men det finns ingen avskild parningstid. Oftast föds en unge men i fångenskap kan de även ha tvillingar. Ungarna rider sedan på moderns rygg. Unga honor lämnar flocken efter några månader, hannar först när de är full utvecklade.

## Hot
Regionen där Alaotralemuren lever omvandlas till risodlingar. Ofta anläggs bränder för att skapa plats åt fiske och boskapsskötsel. Ett planerat dräneringsprojekt utgör ytterligare ett hot. Dessutom jagas lemuren för köttets skull eller fångas för att hålla den som sällskapsdjur. Enligt uppskattningar minskade hela beståndet med 50 procent mellan 1990-talet och början av 2000-talet. IUCN listar arten därför som akut hotad (CR).